# San Felipe Pueblo

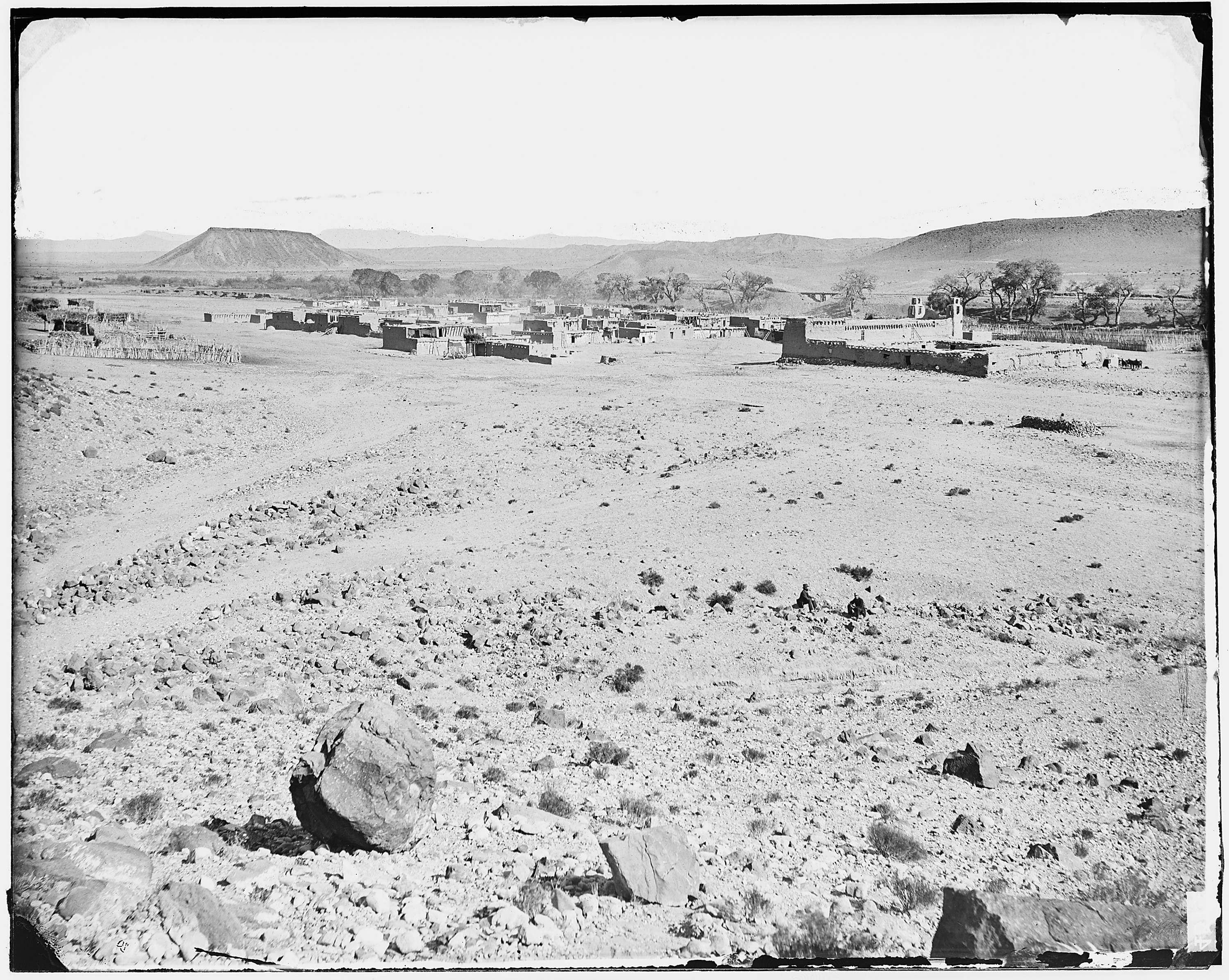
San Felipe pueblon i slutet av 1800-talet.

San Felipe Pueblo (Keresan: Kááthishtya) är en keresansk pueblo, belägen i New Mexico på Rio Grandes västra sida, vilken har varit bebodd sedan förhistorisk tid. Invånarna talar en dialekt av östlig keresan, vilket är en varietet av keresan, som är ett språkligt isolat.
Vid folkräkningen 2000 rapporterade 2 756 personer att de räknade de sig som helt eller delvis tillhörande eller härstammande från San Felipe. 